# علی‌آباد قدیری
 علی‌آباد قدیری، روستایی از توابع بخش مرکزی شهرستان عنبرآباد در استان کرمان، ایران است.

## جمعیت
این روستا در دهستان علی‌آباد قرار دارد و براساس سرشماری مرکز آمار ایران در سال ۱۳۸۵، جمعیت آن ۱٬۶۳۵ نفر (۳۶۱ خانوار) و بر اساس سرشماری مرکز آمار ایران در سال ۱۳۹۵، جمعیت آن ۲٬۰۴۱ نفر (۵۴۶ خانوار) بوده‌است.  